# Вулиця Вчених «Міре»
Вулиця Вчених «Міре», Вулиця Вчених майбутнього (кор. 미래과학자거리) — вулиця в районі, що нещодавно розвинувся, в Пхеньяні, де розміщуються наукові установи Технологічного університету та їх співробітники. Вулиця має шість провулків, розташована між залізничним вокзалом і річкою Тедонган, оточена багатоповерховими житловими будинками.
Район офіційно відкритий 3 листопада 2015.
Найвища будівля цієї вулиці - 53-поверхова блакитна вежа Міре Уна. Вулиця призначена для того, щоб підкреслити зосередженість політики режиму Кім Чен Ін на науці та технологіях, побудованих навколо розробки ядерної зброї.
Була першим місцем, де було встановлено громадську мережу Wi-Fi у районі, де вона знаходиться.